# Нефтчі (Фергана)
Футбольний клуб «Нефтчі» (Фергана) або просто «Нефтчі» (узб. «Neftchi» Fargʻona professional futbol klubi) — узбецький професіональний футбольний клуб з міста Фергана.

## Історія
Перші кроки в Туркестані футбольні команди робили в Скобелєво, в тому ж Скобелєво в 1912 році була створена і перша в Узбекистані офіційна футбольна команда «Спільнота Скобелєвських футболістів» (рос. «Общество Скобелевских футболистов» — ОСФ). Наприкінці 1915 року ОСФ був першим чемпіоном Туркестану.
Продовжувачами історії стали студенти Ферганського педінституту — вони в 1954 році створили команду «Буревісник». У 1960 році їй надали право виступати в іграх чемпіонату СРСР, в класі Б, другої зони союзних Республік, де вона під прапором «Спартака» провела два сезони.
«Нефтчі» засновано в 1962 році. Клуб виступав з 1962 по 1991 роки у радянській другій лізі (дивізіон Центральна Азія) під назвою «Нафтовик (Фергана)». У 1990 році клуб вийшов до радянської Першої ліги, вигравши радянську Другу лігу, Східний дивізіон. У 1991 році «Нефтчі» займає на 7-ме місце в Радянській Першій лізі, це було найвищим досягненням клубу в радянський період історії футбольного клубу. З 1992 року клуб грає в узбецькому чемпіонаті, а також разом з Пахтакором (Ташкент) та Навбахором безпереріно виступає у вищому дивізіоні узбецького чемпіонату.

## Протистояння

### Узбецьке «El Clasico»
Традиційно завжди існує принципове суперництво мінімум між двома футбольними клубами в будь-якому чемпіонаті. Починаючи з 1992 року таким протистоянням в Чемпіонаті Узбекистану є боротьба між Нефтчі та Пахтакору з Ташкенту. Уже за підсумками першого ж чемпіонату обидва клуби фінішували з однаковою кількістю набраних очок та обоє були визнані переможцями чемпіонату 1992 року. Це протистояння триває протягом багатьох. Матчі між Пахтакором та Нефтчі відбуваються починаючи з 1992 року. Перший матч між цими двома суперниками відбувся 25 травня 1992 року в Ташкенті. Матч двох вище вказаних суперників отримав пізніше назву O'zbek Classikosi за аналогією з іспанським «Ель-Класико».

### «Долинне» дербі
Найбільшим конкурентом Нефтчі серед географічних сусідів у національному чемпіонаті завжди був Навбахор — клуб з Ферганської долини. Як Нефтчі так і Навбахор та Пахтакор безперервно грає у вищому узбецькому дивізіоні з 1992 року. Це суперництво завжди викликало неабиякий інтерес з боку фанів усіх вище вказаних клубів.
Іншим суперником Нефтчі з долини є ФК «Андіжан». ФК «Андіжан» був заснований в 1964 році.

## Стадіон
Нефтчі спочатку проводили свої домашні матчі на стадіоні «Фергана». Стадіон було побудовано в 1932 році, він слугував для клубу домашньою ареною до 2012 року. Стадіон було закрито для його реконструкції. Плани про будівництво спортивної арени в іншому місці були оприлюднені ще в 2011 році. Будівельні роботи на новій 20 000-тисячному стадіоні під назвою «Істіклол» в Фергані почалися в січні 2012 року і були завершені наприкінці 2014 року. Планувалося, що Нефтчі буде грати свої домашні матчі на новому стадіоні в сезоні 2015 року. Нефтчі грали свої домашні матчі в сезонах 2012-14 років, а також і деякі матчі сезону 2015 року на стадіонах «Кіргулі СМ» та «Коканд».
Матч-відкриття на новому стадіону відбувся 3 квітня 2015 року в товаристській зустрічі між збірними Узбекистану U-20 та Нової Зеландії U-20, який завершився з рахунком 1:0 на користь команди господарів. Перший офіційний матч на новому стадіоні відбувся 18 квітня між командами Нефтчі та Машал (Мубарек).

## Досягнення
- Чемпіонат Узбекистану
  -  Чемпіон (5): 1992, 1993, 1994, 1995, 2001
  -  Срібний призер (9): 1996, 1997, 1998, 1999, 2000, 2002, 2003, 2004, 2006
  -  Бронзовий призер (1): 2008
- Кубок Узбекистану
  -  Володар (2): 1994, 1996
- Ліга чемпіонів
  -  Бронзовий призер (1): 1994/95
- Кубок Співдружності
  -  Срібний призер (1): 1994

## Відомі футболісти
- Микола Стасюк
- Володимир Еннс
- Петро Агеєв
- Афзал Азізов
- Степан Атоян
- Равшан Бозоров
- Абдусамад Дурбонов
- Рустам Дурмонов
- Сергій Завальнюк
- Сергій Лебедєв
- Андрій Микляєв
- Володимир Радкевич
- Андрій Резанцев
- Олександр Тихонов
- Андрій Федоров
- Рахматулло Файзуєв
- Альберт Цараєв
- Комронбек Курбанов

## Головні тренери
| Роки      | Тренер             |
| --------- | ------------------ |
| 1962—1968 | Ікром Хадияттулаєв |
| 1969      | Аркадій Алов       |
| ?—1984    | Михайло Туніс      |
| 1985—1986 | Насир Айриєв       |
| 1987—2013 | / Юрій Саркісян    |
| 2013—2014 | Амет Мемет         |
| 2014—2015 | Мурод Ісмаїлов     |
| 2015-н.в. | Андрій Федоров     |